# Grenze zwischen Bosnien und Herzegowina und Kroatien

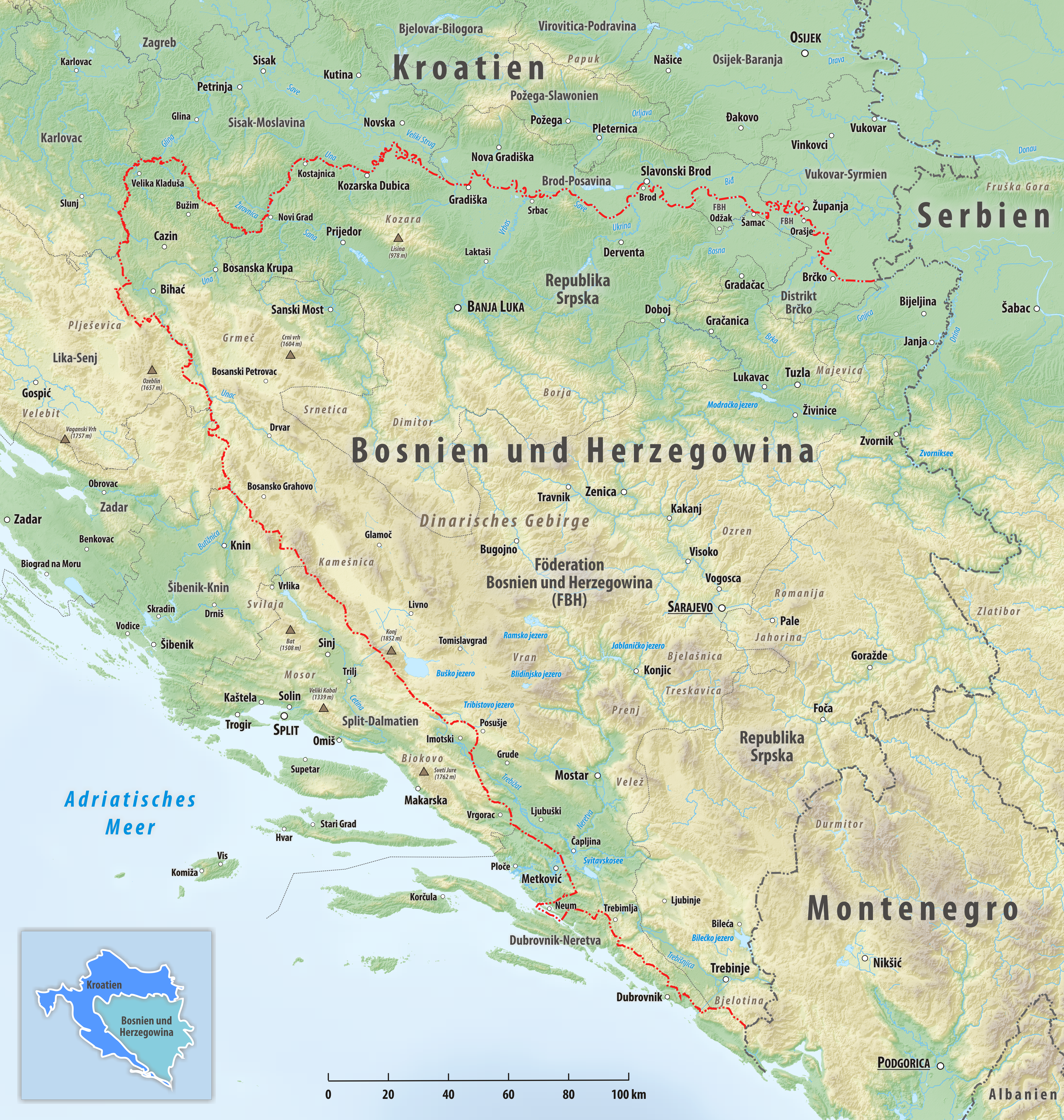
Grenzverlauf zwischen Bosnien und Herzegowina und Kroatien

Die Grenze zwischen Bosnien und Herzegowina und Kroatien trennt diese beiden Staaten. Seit dem 1. Juli 2013 ist sie zugleich Teil der Außengrenze der Europäischen Union.

## Verlauf
Im Norden nimmt die Grenze am Dreiländereck mit Serbien im Fluss Save bei Vršani ihren Anfang. Sie folgt dem Flusslauf der Save flussaufwärts am bosnisch-herzegowinischen Brčko und Šamac vorbei und über Brod/Slavonski Brod sowie Gradiška und setzt sich dann ab deren Einmündung beim kroatischen Jasenovac über Kozarska Dubica in der Una bis Novi Grad fort, wo sie südwestlich dieser Stadt den Flusslauf der Una bei Gornji Dobretin verlässt und dann in nordwestlicher Richtung, dabei teilweise dem Lauf der Glina folgend, bis Velika Kladuša führt, das sie wie den gesamten Kanton Una-Sana von Bosnien und Herzegowina im Westen umgeht. Von dort verläuft sie in nahezu südlicher Richtung zum Flüsschen Korana, von dem sie sich bei Gornji Vaganac wieder löst. Östlich des kroatischen Dorfes Ličko Petrovo Selo kreuzt sie die Hauptstraße in das bosnische Bihać und umgeht Bihać verhältnismäßig großräumig im Süden bis auf die Höhe des Bergs Gola Plješevica. Südlich von Ripač wird die Una wieder erreicht und zugleich die Bahnstrecke Novi Grad–Knin (Una-Bahn) gekreuzt, auf der hier derzeit kein regelmäßiger Verkehr stattfindet. Die Grenze folgt weiter bis nördlich von Kulen Vakuf der Una und umgeht diesen bosnischen Ort im Westen. Bei Martin Brod erreicht sie wieder die Una, verlässt diese nach Osten bei Veliki Cvjetnić, schwingt dann bei Bosanski Osredci wieder nach Westen aus und kreuzt dabei mehrmals die genannte Bahnstrecke. Vom kroatischen Dugopolje an folgt die Grenze nach Süden der Bahnstrecke knapp östlich von dieser und durch das Tal der Butižnica. Bei Donji Tiškovac verzeichnet die Karte einen sehr schmalen Vorsprung bosnischen Territoriums entlang einer kleinen Schlucht nach Westen bis auf die Höhe des Poštak-Massivs. Bei Strmica (mit Straßenübergang) wird das Tal der Butižnica (der die Bahn weiter nach Knin folgt) nach Südosten verlassen und die Grenze verläuft über kaum besiedeltes Gebiet, östlich an der Dinara, dem höchsten Berg in Kroatien, vorbei, und westlich des bosnischen Troglav auf der Höhe der Dinariden und der Kamešnica. Südlich des bosnischen Buško jezero beim kroatischen Aržano gibt es wieder einen Grenzübergang auf der Straße. Die Grenze führt weiter über etwas dichter besiedeltes Gebiet und den Voljak und östlich am kroatischen Imotski (mit zwei Grenzübergängen) und durch das Imotsko Polje sowie weiter nach Südosten, bis sie bei Metković das Tal der Neretva erreicht und überschreitet (Bahn- und Straßenübergang). Östlich der Neretva biegt die Grenze fast rechtwinklig nach Südwesten ab, lässt den Küstenort Neum (mit der Halbinsel Klek; Neum-Korridor) bei Bosnien und Herzegowina und verlässt südöstlich von Neum das Adriatische Meer (Kanal Malog Stona) wieder in das Hinterland und lässt dabei Dubrovnik, Cavtat und die Landschaft Konavle (mit dem Gebirgsstock Snijeznica) in Kroatien. Bei Sitnica in der Hochfläche Vrbanje auf etwa 950 m. i. J. liegt das Dreiländereck zu Montenegro.
Die Länge der Grenze wird mit 932 km angegeben.

## Gemeinden an der Staatsgrenze (von Nord nach Süd)
| KROATIEN          | KROATIEN            | KROATIEN            |                   | BOSNIEN UND HERZEGOWINA            | BOSNIEN UND HERZEGOWINA            | BOSNIEN UND HERZEGOWINA |
| Gespanschaft      | Gemeinde            | Grenz- übertritt    | Grenz- übertritt  | Gemeinde                           | Entität                            |                         |
| ----------------- | ------------------- | ------------------- | ----------------- | ---------------------------------- | ---------------------------------- | ----------------------- |
| Serbien           |                     |                     |                   |                                    |                                    |                         |
| Vukovar-Syrmien   | Drenovci            |                     | S a v e           |                                    | Bijeljina                          | Republika Srpska        |
| Vukovar-Syrmien   | Drenovci            |                     | S a v e           | Brčko                              | Brčko-Distrikt                     |                         |
| Vukovar-Syrmien   | Gunja               |                     | S a v e           | Brčko                              | Brčko-Distrikt                     |                         |
| Vukovar-Syrmien   | Drenovci            |                     | S a v e           | Brčko                              | Brčko-Distrikt                     |                         |
| Vukovar-Syrmien   |                     | Orašje              | S a v e           | Föderation Bosnien und Herzegowina |                                    |                         |
| Vukovar-Syrmien   | Bošnjaci            | Orašje              | S a v e           | Föderation Bosnien und Herzegowina |                                    |                         |
| Vukovar-Syrmien   | Županja             | Orašje              | S a v e           | Föderation Bosnien und Herzegowina |                                    |                         |
| Vukovar-Syrmien   | Štitar              | Orašje              | S a v e           | Föderation Bosnien und Herzegowina |                                    |                         |
| Vukovar-Syrmien   | Domaljevac-Šamac    |                     | S a v e           | Föderation Bosnien und Herzegowina |                                    |                         |
| Vukovar-Syrmien   | Babina Greda        |                     | S a v e           | Föderation Bosnien und Herzegowina |                                    |                         |
| Brod-Posavina     | Slavonski Šamac     |                     | S a v e           | Föderation Bosnien und Herzegowina |                                    |                         |
| Brod-Posavina     | Slavonski Šamac     |                     | S a v e           | Šamac                              | Republika Srpska                   |                         |
| Brod-Posavina     | Slavonski Šamac     |                     | S a v e           | Odžak                              | Föderation Bosnien und Herzegowina |                         |
| Brod-Posavina     | Sikirevci           |                     | S a v e           | Odžak                              | Föderation Bosnien und Herzegowina |                         |
| Brod-Posavina     | Velika Kopanica     |                     | S a v e           | Odžak                              | Föderation Bosnien und Herzegowina |                         |
| Brod-Posavina     | Oprisavci           |                     | S a v e           | Odžak                              | Föderation Bosnien und Herzegowina |                         |
| Brod-Posavina     | Klakar              |                     | S a v e           | Odžak                              | Föderation Bosnien und Herzegowina |                         |
| Brod-Posavina     |                     | Brod                | S a v e           | Republika Srpska                   |                                    |                         |
| Brod-Posavina     | Slavonski Brod      | Brod                | S a v e           | Republika Srpska                   |                                    |                         |
| Brod-Posavina     | Bebrina             | Brod                | S a v e           | Republika Srpska                   |                                    |                         |
| Brod-Posavina     | Derventa            |                     | S a v e           | Republika Srpska                   |                                    |                         |
| Brod-Posavina     | Oriovac             |                     | S a v e           | Republika Srpska                   |                                    |                         |
| Brod-Posavina     | Srbac               |                     | S a v e           | Republika Srpska                   |                                    |                         |
| Brod-Posavina     | Nova Kapela         |                     | S a v e           | Republika Srpska                   |                                    |                         |
| Brod-Posavina     | Nova Kapela         |                     | S a v e           | Republika Srpska                   |                                    |                         |
| Brod-Posavina     | Davor               |                     | S a v e           | Republika Srpska                   |                                    |                         |
| Brod-Posavina     | Gradiška            |                     | S a v e           | Republika Srpska                   |                                    |                         |
| Brod-Posavina     | Vrbje               |                     | S a v e           | Republika Srpska                   |                                    |                         |
| Brod-Posavina     | Stara Gradiška      |                     | S a v e           | Republika Srpska                   |                                    |                         |
| Sisak-Moslavina   | Jasenovac           |                     | S a v e           | Republika Srpska                   |                                    |                         |
| Sisak-Moslavina   | Jasenovac           | Kozarska Dubica     | S a v e           | Republika Srpska                   |                                    |                         |
| Sisak-Moslavina   | Jasenovac           | U n a               |                   | Republika Srpska                   |                                    |                         |
| Sisak-Moslavina   | Hrvatska Dubica     |                     |                   | Republika Srpska                   |                                    |                         |
| Sisak-Moslavina   | Kostajnica          |                     |                   | Republika Srpska                   |                                    |                         |
| Sisak-Moslavina   | Dvor                |                     |                   | Republika Srpska                   |                                    |                         |
| Sisak-Moslavina   | Novi Grad           |                     |                   | Republika Srpska                   |                                    |                         |
| Sisak-Moslavina   |                     |                     | Bosanska Krupa    | Föderation Bosnien und Herzegowina |                                    |                         |
| Sisak-Moslavina   | Bužim               |                     |                   | Föderation Bosnien und Herzegowina |                                    |                         |
| Sisak-Moslavina   | Velika Kladuša      |                     |                   | Föderation Bosnien und Herzegowina |                                    |                         |
| Sisak-Moslavina   | Glina               |                     |                   | Föderation Bosnien und Herzegowina |                                    |                         |
| Sisak-Moslavina   | Topusko             |                     |                   | Föderation Bosnien und Herzegowina |                                    |                         |
| Sisak-Moslavina   | G l i n a           |                     |                   | Föderation Bosnien und Herzegowina |                                    |                         |
| Karlovac          | Vojnić              |                     |                   | Föderation Bosnien und Herzegowina |                                    |                         |
| Karlovac          | Cetingrad           |                     |                   | Föderation Bosnien und Herzegowina |                                    |                         |
| Karlovac          | Cazin               |                     |                   | Föderation Bosnien und Herzegowina |                                    |                         |
| Karlovac          | Rakovica            |                     | K o r a n a       | Föderation Bosnien und Herzegowina |                                    |                         |
| Karlovac          | Rakovica            | P l j e š e v i c a |                   | Föderation Bosnien und Herzegowina | Bihać                              |                         |
| Lika-Senj         | Plitvička Jezera    | P l j e š e v i c a |                   | Föderation Bosnien und Herzegowina | Bihać                              |                         |
| Lika-Senj         | Udbina              | P l j e š e v i c a |                   | Föderation Bosnien und Herzegowina | Bihać                              |                         |
| Lika-Senj         | Donji Lapac         | P l j e š e v i c a |                   | Föderation Bosnien und Herzegowina | Bihać                              |                         |
| Zadar             | Gračac              | P l j e š e v i c a |                   | Föderation Bosnien und Herzegowina | Bihać                              |                         |
| Zadar             | Gračac              | P l j e š e v i c a | Bosansko Grahovo  | Föderation Bosnien und Herzegowina |                                    |                         |
| Šibenik-Knin      | Knin                |                     | K a m e š n i c a | Föderation Bosnien und Herzegowina |                                    |                         |
| Šibenik-Knin      | Kijevo              |                     | K a m e š n i c a | Föderation Bosnien und Herzegowina |                                    |                         |
| Šibenik-Knin      | Civljane            |                     | K a m e š n i c a | Föderation Bosnien und Herzegowina |                                    |                         |
| Split-Dalmatien   | Vrlika              |                     | K a m e š n i c a | Föderation Bosnien und Herzegowina |                                    |                         |
| Split-Dalmatien   | Vrlika              | Livno               | K a m e š n i c a | Föderation Bosnien und Herzegowina |                                    |                         |
| Split-Dalmatien   | Hrvace              |                     | K a m e š n i c a | Föderation Bosnien und Herzegowina |                                    |                         |
| Split-Dalmatien   | Sinj                |                     | K a m e š n i c a | Föderation Bosnien und Herzegowina |                                    |                         |
| Split-Dalmatien   | Otok                |                     | K a m e š n i c a | Föderation Bosnien und Herzegowina |                                    |                         |
| Split-Dalmatien   | Trilj               |                     | K a m e š n i c a | Föderation Bosnien und Herzegowina |                                    |                         |
| Split-Dalmatien   | Tomislavgrad        |                     | K a m e š n i c a | Föderation Bosnien und Herzegowina |                                    |                         |
| Split-Dalmatien   | Cista Provo         |                     | K a m e š n i c a | Föderation Bosnien und Herzegowina |                                    |                         |
| Split-Dalmatien   | Lovreć              |                     | K a m e š n i c a | Föderation Bosnien und Herzegowina |                                    |                         |
| Split-Dalmatien   | Posušje             |                     | K a m e š n i c a | Föderation Bosnien und Herzegowina |                                    |                         |
| Split-Dalmatien   | Proložac            |                     | K a m e š n i c a | Föderation Bosnien und Herzegowina |                                    |                         |
| Split-Dalmatien   | Imotski             |                     | K a m e š n i c a | Föderation Bosnien und Herzegowina |                                    |                         |
| Split-Dalmatien   |                     | Grude               |                   | Föderation Bosnien und Herzegowina |                                    |                         |
| Split-Dalmatien   | Runovići            |                     |                   | Föderation Bosnien und Herzegowina |                                    |                         |
| Split-Dalmatien   | Vrgorac             |                     |                   | Föderation Bosnien und Herzegowina |                                    |                         |
| Split-Dalmatien   | Ljubuški            |                     |                   | Föderation Bosnien und Herzegowina |                                    |                         |
| Dubrovnik-Neretva | Pojezerje           |                     |                   | Föderation Bosnien und Herzegowina |                                    |                         |
| Dubrovnik-Neretva | Kula Norinska       |                     |                   | Föderation Bosnien und Herzegowina |                                    |                         |
| Dubrovnik-Neretva | Metković            |                     |                   | Föderation Bosnien und Herzegowina |                                    |                         |
| Dubrovnik-Neretva | Čapljina            |                     |                   | Föderation Bosnien und Herzegowina |                                    |                         |
| Dubrovnik-Neretva | Zažablje            |                     |                   | Föderation Bosnien und Herzegowina |                                    |                         |
| Dubrovnik-Neretva | Neum                |                     |                   | Föderation Bosnien und Herzegowina |                                    |                         |
| Dubrovnik-Neretva | Slivno              |                     |                   | Föderation Bosnien und Herzegowina |                                    |                         |
| Dubrovnik-Neretva | Ston                |                     | A d r i a         | Föderation Bosnien und Herzegowina |                                    |                         |
| Dubrovnik-Neretva | Dubrovačko primorje |                     |                   | Föderation Bosnien und Herzegowina |                                    |                         |
| Dubrovnik-Neretva | Ravno               |                     |                   | Föderation Bosnien und Herzegowina |                                    |                         |
| Dubrovnik-Neretva | Dubrovnik           |                     |                   | Föderation Bosnien und Herzegowina |                                    |                         |
| Dubrovnik-Neretva | Župa dubrovačka     |                     | B j e l o t i n a | Föderation Bosnien und Herzegowina |                                    |                         |
| Dubrovnik-Neretva | Konavle             |                     | B j e l o t i n a | Föderation Bosnien und Herzegowina |                                    |                         |
| Dubrovnik-Neretva |                     | Trebinje            | B j e l o t i n a | Republika Srpska                   |                                    |                         |
| Montenegro        |                     |                     |                   |                                    |                                    |                         |

## Geschichte

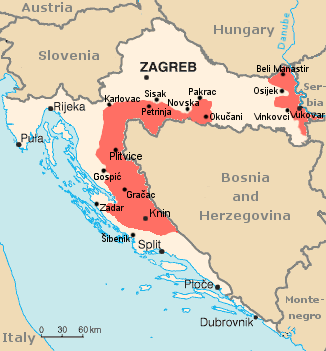
Die Srpska Krajina

Die Grenze geht auf den Frieden von Karlowitz (1699) zurück, der die Demarkation des venezianischen Herrschaftsbereichs von dem des Osmanischen Reichs sowie zum habsburgischen Gebiet festlegte. Im 19. Jahrhundert setzte sich die Grenze als solche zwischen dem Königreich Kroatien und Slawonien sowie dem cisleithanischen Dalmatien und dem Osmanischen Reich fort. 1878 kam Bosnien und Herzegowina unter Verwaltung der österreichisch-ungarischen Doppelmonarchie, bis es 1908 von dieser annektiert wurde. Nach dem Ersten Weltkrieg entfiel die Grenze mit der Gründung des Königreichs der Serben, Kroaten und Slowenen, aus dem 1929 das Königreich Jugoslawien wurde. Nach dem Zweiten Weltkrieg entstanden Kroatien und Bosnien und Herzegowina als Teilrepubliken der Sozialistischen Föderativen Republik Jugoslawien und die Grenze damit als solche der jugoslawischen Teilrepubliken wieder, die in den 1990er Jahren ihre Unabhängigkeit erlangten. Damit etablierte sich schließlich die kroatisch-bosnisch-herzegowinische Grenze als internationale Grenze, die 1995 durch das Abkommen von Dayton bestätigt wurde. Auf kroatischem Gebiet etablierte sich dabei zwischen 1991 und 1995 das de-facto-Regime der Srpska Krajina, auf bosnischer auf weiten Strecken der Grenze die Republika Srpska. De facto existierte eine internationale Grenze in diesem Zeitraum nicht.
Mit dem Beitritt Kroatiens zur Europäischen Union wurde die zuvor recht locker kontrollierte Grenze zwischen beiden Ländern zu einer EU-Außengrenze. Im Zuge der Europäischen Flüchtlingskrise ist sie, insbesondere in der Gegend um Bihać, einer der Brennpunkte, die regelmäßig auch in überregionalen Nachrichten auftauchen.

## Siehe auch

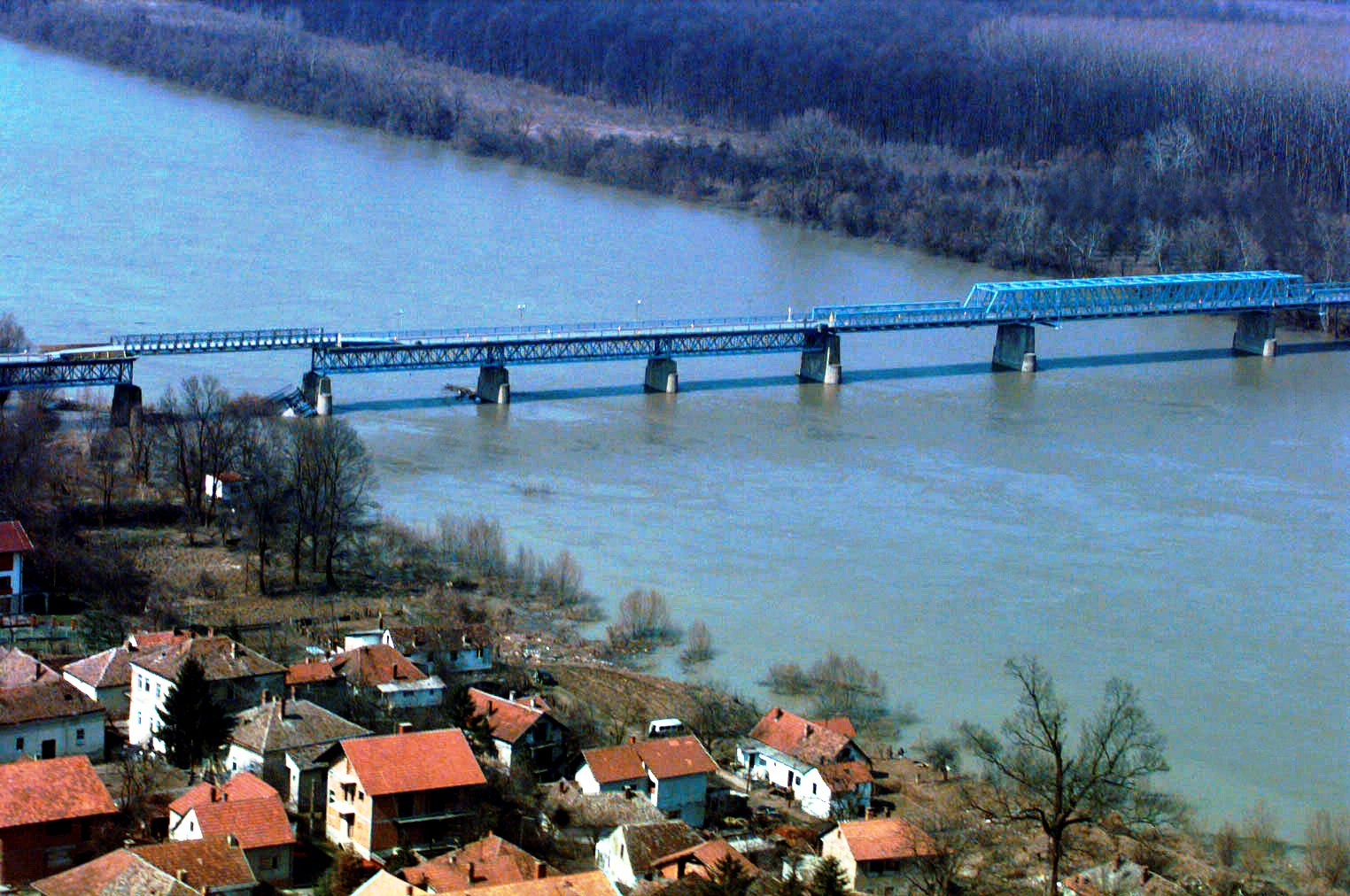
Brücke über die Save in Brčko (Zustand 1996)
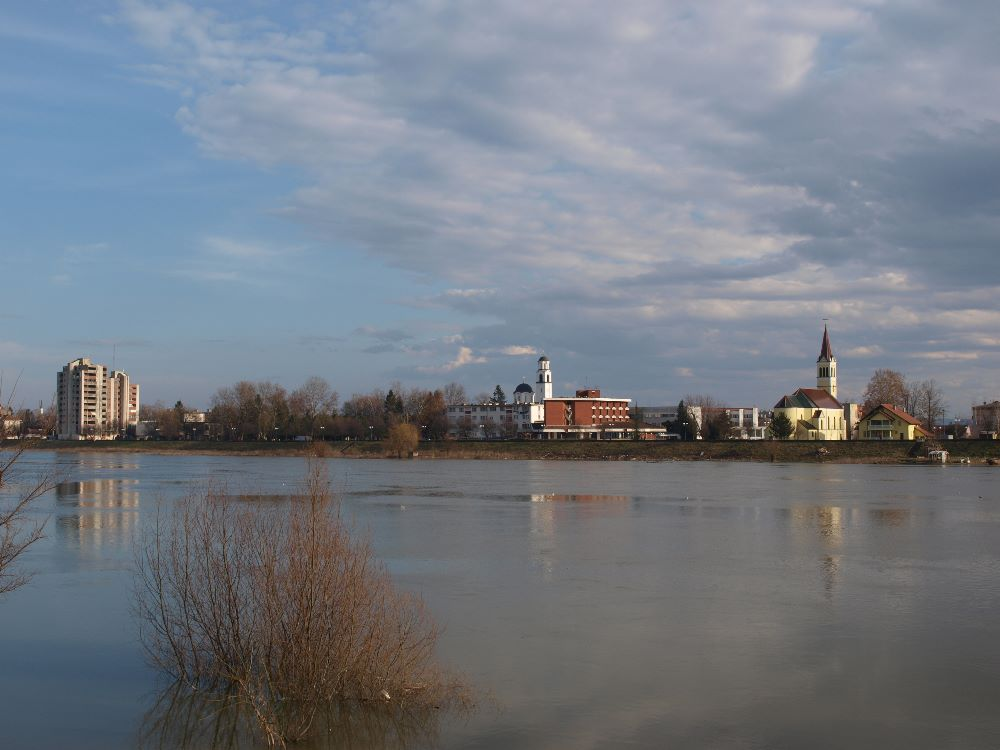
Blick über die Save auf Brod (Bosanski Brod)
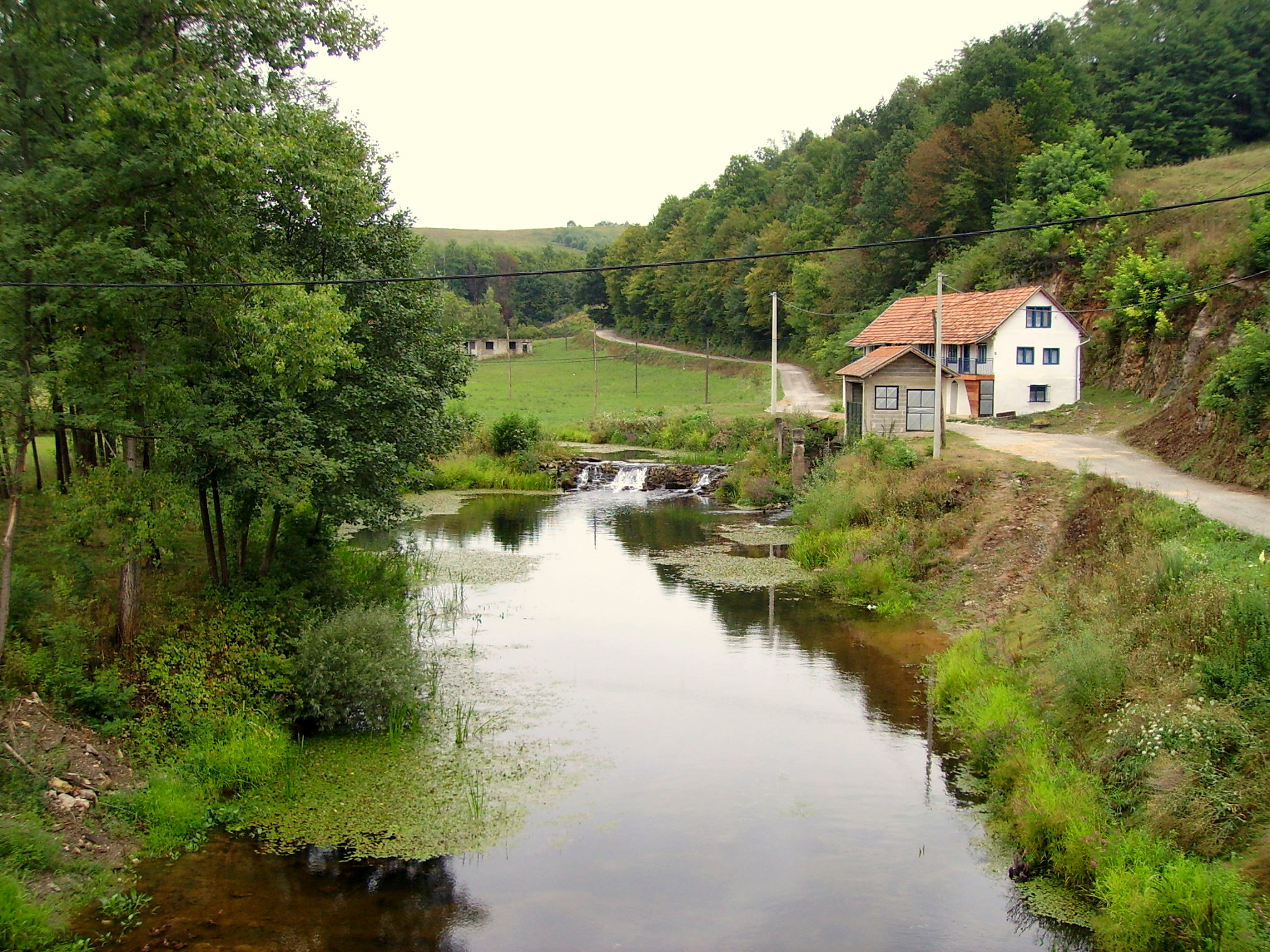
Die Glina an der Grenze bei Maljevac
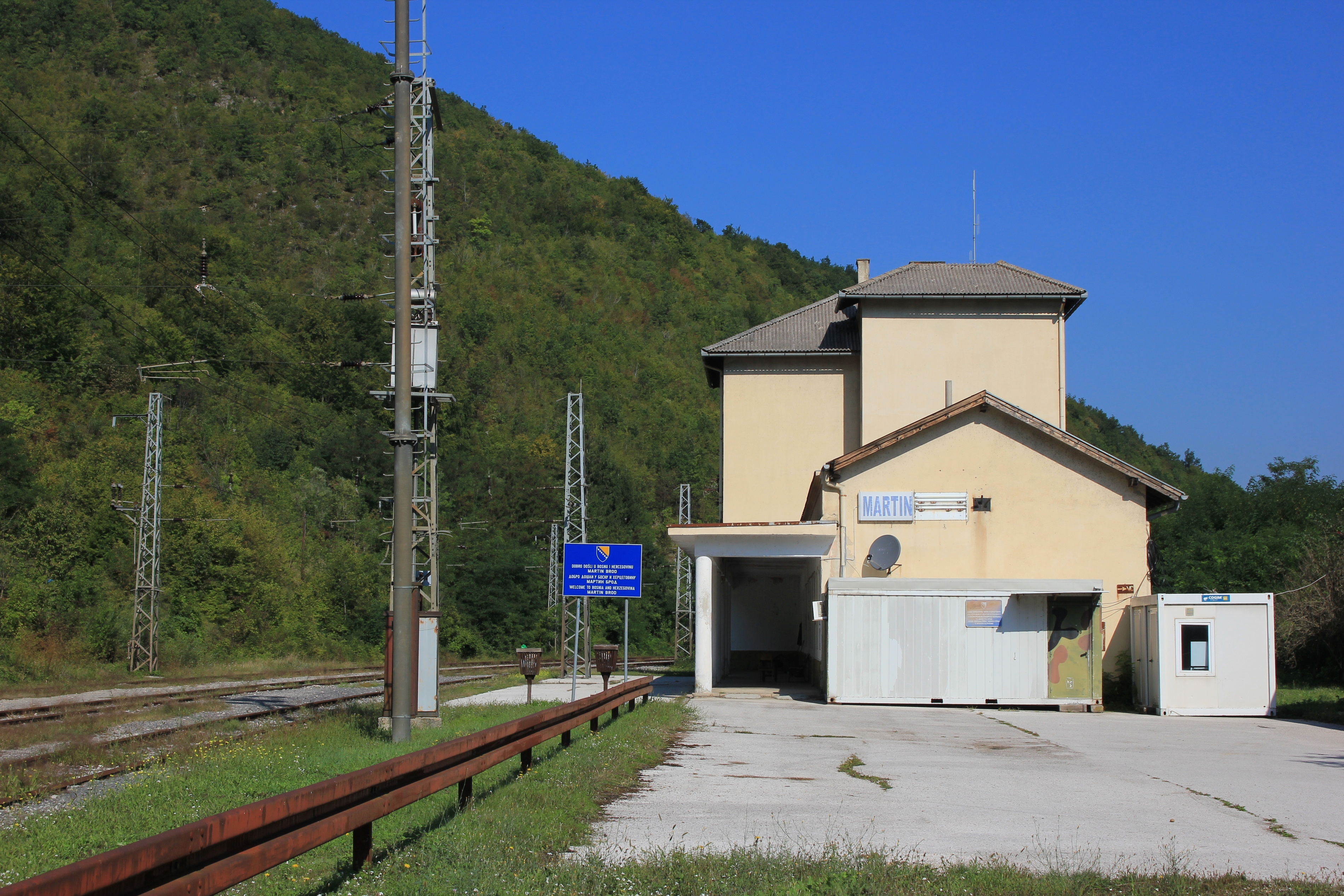
Grenzbahnhof Martin Brod an der Una-Bahn (2018)
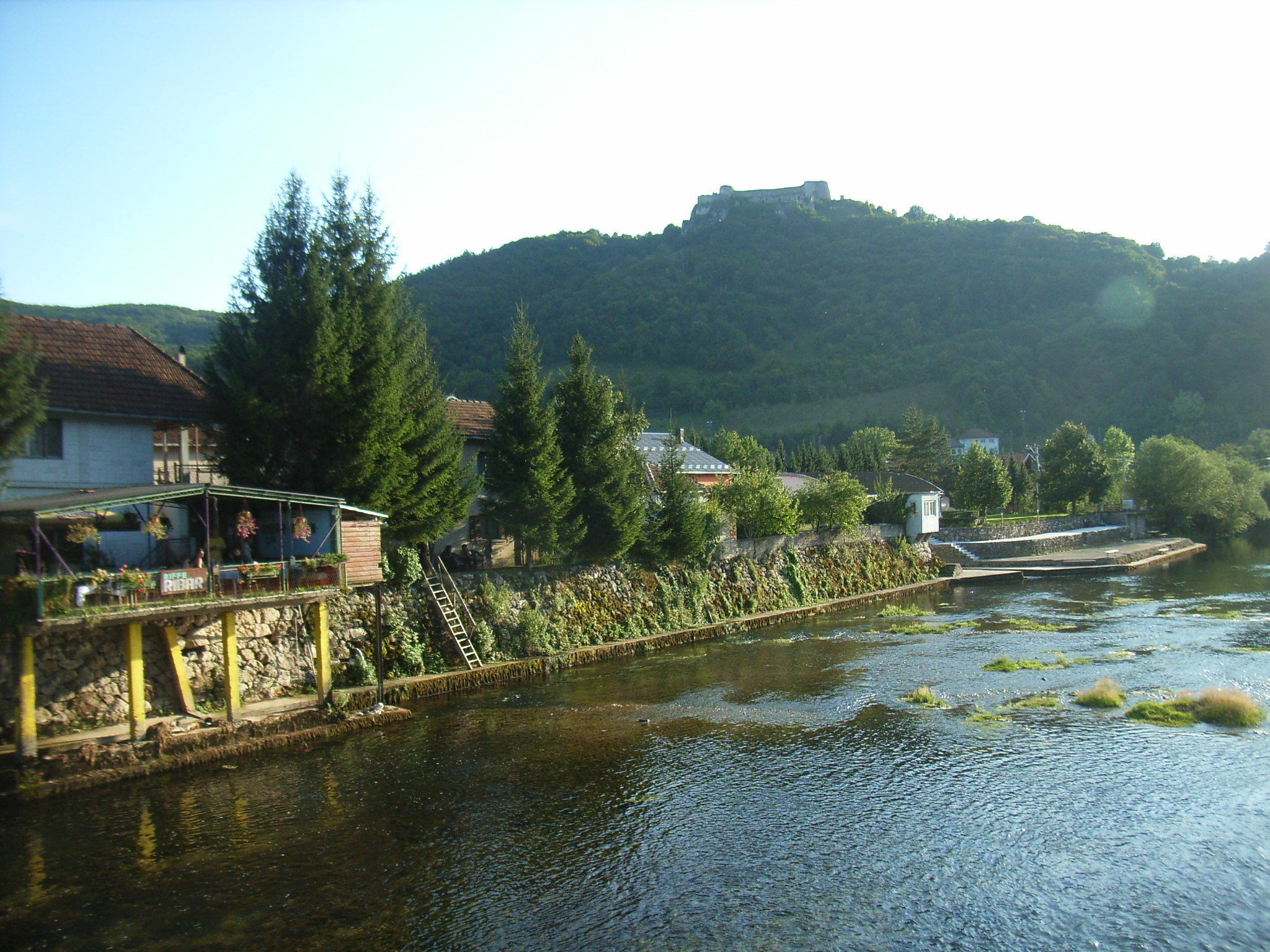
Una und Ruine Ostrovica bei Kulen Vakuf auf bosnischer Seite nahe der Grenze
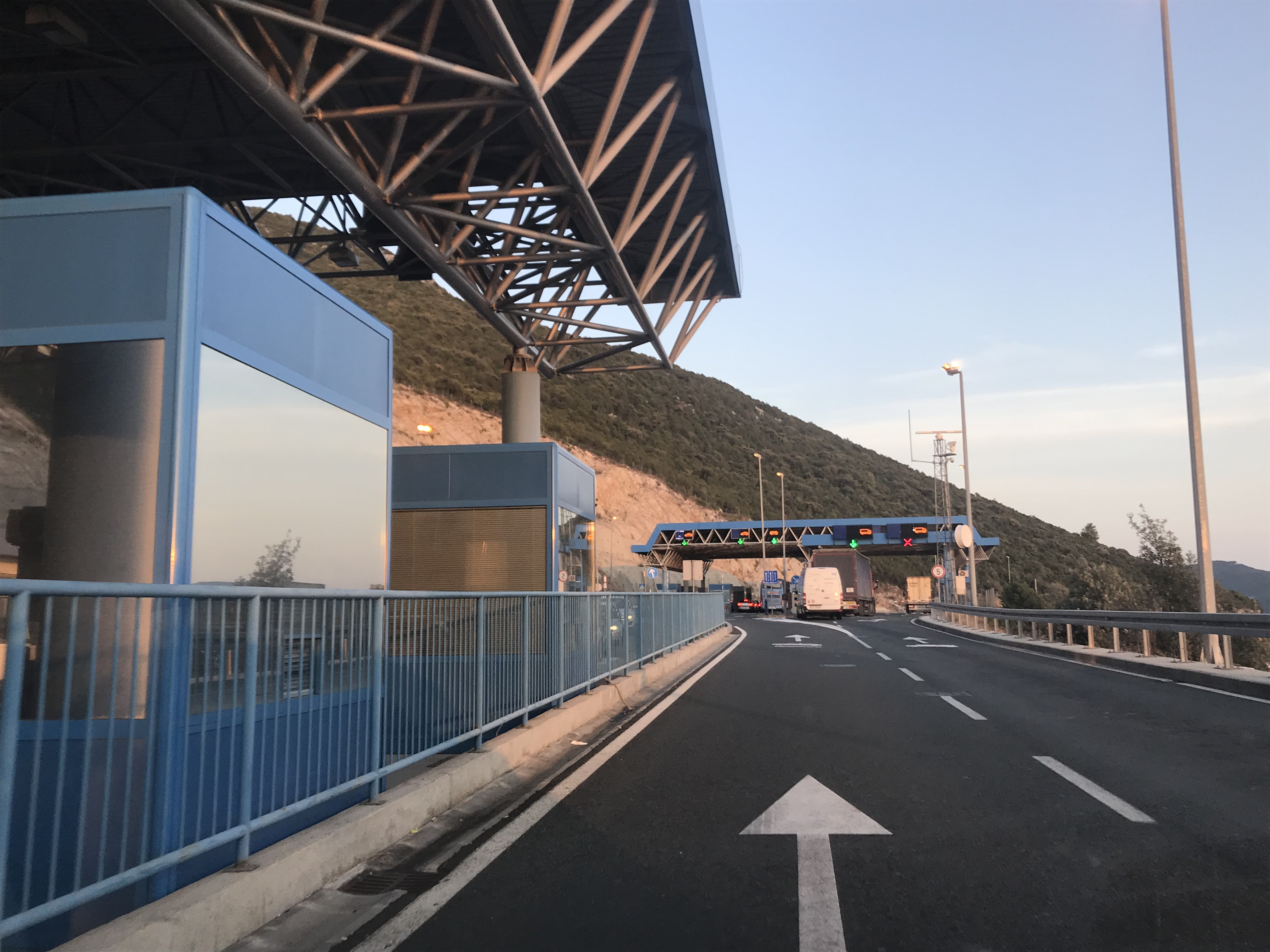
Grenzübergang bei Neum